# Stazione di Dogok
La stazione di Dogok (도곡역 - 道谷驛, Dogok-yeok ) si trova lungo la linea 3 della metropolitana di Seul e offre l'interscambio con la Linea Bundang gestita dalla Korail. La stazione sorge nelle vicinanze di un grande complesso residenziale, considerato uno dei più costosi della Corea del Sud, comprendente anche il Samsung Tower Palace, uno dei più alti edifici residenziali di Seul.

## Linee
Seoul Metro
● Linea 3 (Codice: 344)
Korail
■ Linea Bundang (Codice: K217)

## Struttura

### Stazione Seoul Metro
La linea 3 è sotterranea, al quarto piano interrato, e dispone di due marciapiedi laterali con porte di banchina e due binari al centro. Sono presenti quattro uscite in superficie.
| Dir. nord | ● Linea 3 | per Express Bus Terminal, Jongno 3-ga, Gupabal e Daehwa |
| Dir. sud  | ● Linea 3 | per Suseo, Garak Market e Ogeum                         |

### Stazione linea Bundang
La ferrovia suburbana Bundang, l'ultima linea a essere arrivata a Dogok, nel 2003, si trova al sesto piano sotterraneo, perpendicolarmente alla linea 3. Essa dispone di un marciapiede a isola con porte di banchina e due binari al centro.
| Dir. nord | ■ Linea Bundang | per Seolleung e Wangsimni                   |
| Dir. sud  | ■ Linea Bundang | per Suseo, Jeongja, Giheung, Mangpo e Suwon |

## Stazioni adiacenti
| «             | Servizio        | »       |
| Linea 3       | Linea 3         | Linea 3 |
| ------------- | --------------- | ------- |
| Maebong       | -               | Daechi  |
| Linea Bundang |                 |         |
| Hanti         | Locale Espresso | Guryong |